# Auvet-et-la-Chapelotte
Auvet-et-la-Chapelotte là một xã thuộc tỉnh Haute-Saône trong vùng Bourgogne-Franche-Comté phía đông nước Pháp.